# Magda B. Arnold
Pour les articles homonymes, voir Arnold.
Magda Blondiau Arnold est une psychologue canadienne née le 22 décembre 1903 à Moravská Třebová, ville allemande de Moravie, région de Empire Austro-Hongrois, désormais en République Tchèque, et morte le 5 octobre 2002 à Tucson en Arizona. Elle est la première à élaborer la théorie de l'évaluation des émotions qui se distanciait des théories sur la perception des émotions alors en cours et qui se rapprochait de la théorie cognitive. Elle a aussi été pionnière dans l'exploration des fonctions cérébrales liées aux émotions et à la mémoire.

## Biographie

### Moravie
Magda Arnold est née en décembre 1903 dans une ville allemande des Sudètes. Magda est l'enfant illégitime de Rosa Marie Blondiau, chanteuse, et de Rudolf Barta, acteur d'une troupe itinérante de théâtre. Elle est élevée par deux sœurs célibataires peu instruites qui tenaient une petite boutique. À la sortie de l'école primaire, elle suit pendant deux ans les cours d'une école de commerce si bien que, à 15 ans et demie, elle est embauchée comme employée dans la banque locale où elle reste jusqu'à son mariage, en 1926. Elle est une brillante élève mais, comme ni son père ni sa mère ne paient sa pension, elle ne peut pas aller à l'université. Cependant, elle dévore les livres qu'elle emprunte à la bibliothèque. À 16 ans, elle a lu la Psychopathologie de la vie quotidienne de Sigmund Freud et s'est jurée de devenir psychologue si elle en avait la possibilité.
Magda suit son mari, Robert Arnold, à Prague où elle trouve un emploi de comptable et apprend le tchèque. Elle assiste, comme auditrice libre, à des cours de psychologie à l'Université Charles. Son mari, qui pense que la guerre reviendrait inévitablement, décide d'émigrer au Canada en 1927. Magda le rejoint peu après son installation à Montréal. Puis, le couple s'installe à Toronto au début de 1928. Magda, qui connait un peu le français mais ne parle pas anglais, travaille dans une entreprise de vente de jouets par correspondance d'abord comme secrétaire puis comme comptable. Lorsqu'elle a sa première enfant, Joan, en 1929, elle laisse sa place à son mari qui ne se plaisait pas chez Massey Harris. Finalement, Robert Arnold, qui a un doctorat en langues slaves et germaniques de l'Université Charles, est embauché comme professeur d'allemand à Victoria College à Toronto.

### Toronto
Elle met au monde deux autres enfants, Margaret en 1932, puis Katherine, en 1935. En rentrant de la maternité, son mari lui déclare qu'il ne se sent plus lié par le mariage. Elle s'installe immédiatement dans un autre appartement du même immeuble. Son mari consent à engager une bonne pour s'occuper des enfants afin qu'elle puisse faire des études universitaires. Cependant, elle doit subir une ablation d'un rein peu de temps avant la rentrée universitaire. Elle suit le cycle complet des études de psychologie à Victoria Collège, sans payer de frais d'inscription parce que son mari y enseigne. Elle termine "bachelor" avec la médaille d'or en 1939. Cette année-là, les époux Arnold divorcent. Elle est d'abord très déçue que l'enseignement fasse peu de cas de Freud. Elle lit, par elle-même, les ouvrages de Carl Gustav Jung et d'Alfred Adler. Puis, elle a aimé le caractère scientifique de la psychologie expérimentale.
Magda prépare un diplôme de Master à l'Université de Toronto, soutenu en 1940. Elle compare la tension musculaire développée par l'effort d'un bras à la tension musculaire de l'autre bras qui aurait dû être au repos. Elle enchaîne avec une thèse de doctorat, soutenue en 1942, sur l'action de l'adrénaline chez le rat. Après sa thèse, elle est recrutée par le professeur William Blatz comme assistante. Parallèlement à sa fonction d'enseignante de psychologie, elle suit des cours de neurologie dans le but de relier l'émotion aux mécanismes cérébraux. Elle crée le Club de Psychologie de Toronto, qui devient, en 1947, l'Ontario Psychological Association. En 1946, le ministère canadien des anciens combattants la nomme directrice de la recherche et de la formation des services de psychologie qui viennent d'être créés. C'est une décision bienvenue car le retour des hommes engagés dans la guerre ne lui laissait aucune chance d'obtenir un poste stable à l'Université de Toronto. Elle crée des ateliers pour améliorer les conditions d'existence des anciens combattants de la Seconde Guerre mondiale. Elle organise des ateliers pour former les psychologues aux tests de personnalité, ce qui est nouveau car on ne connaissait que les tests d'intelligence. Elle travaille à ce moment-là sur le Thematic Apperception Test mis au point par Henry Murray pour évaluer la personnalité des candidats officiers anglais en 1938, puis des candidats espions américains en 1943.

### États-Unis

#### Universités féminines
En 1947, Magda Arnold effectue le remplacement temporaire d'une professeure de Wellesley College. Elle est invitée par le professeur Robert White à donner un cours d'été à Harvard. Elle rencontre à cette occasion le Père jésuite John Glasson, qui suit le cours, et qui l'encourage à renouer avec sa foi catholique. Magda reconnaîtra plus tard que « ma conversion m'a apporté un tel élargissement de mon horizon que je suis persuadée que, sans elle, je n'aurais pas écrit les livres que j'ai écrits. »
L'année suivante, elle est recrutée comme assistante-professeure et directrice du département de psychologie au Collège Bryn Mawr. Elle se plait à Bryn Mawr mais ne s'entend pas bien avec la directrice. Elle ramène auprès d'elle sa fille Joan, qui poursuit ses études de philosophie à Bryn Mawr. Au contact de sa mère, Joan se reconnecte au catholicisme et décide d'être religieuse trappistine au Québec. Magda n'a pu se résoudre à voir sa fille vivante et brillante aller s'enterrer dans le silence d'un monastère. Elle saisit donc l'occasion qui se présente de déménager : en 1950, on lui offre un poste de directrice du département de psychologie dans une petite université catholique, Barat Collège, à Lake Forest, à 30 km au nord de Chicago. C'est nettement moins prestigieux et moins intéressant que Bryn Mawr, mais cela lui permet de mettre sa fille en contact avec un ordre religieux plus intellectuel que les trappistines, où elle pourrait éventuellement mieux exercer ses capacités intellectuelles. Effectivement, Joan Arnold intègre, en 1951, la communauté des Dames du Sacré-Cœur de Jésus, qui gèrent Barat College.

#### Universités catholiques
À Barat College, Magda se rend compte que le behaviorisme, alors dominant, n'est pas une théorie très attrayante pour les catholiques et qu'il faudrait constituer un manuel de psychologie qui soit plus en rapport avec les valeurs humanistes. Elle organise donc à Barat College, pendant une semaine, un congrès de psychologues enseignant dans des institutions catholiques. Les communications sont rassemblées et augmentées d'une large contribution de Magda Arnold et du Père Gasson pour donner l'ouvrage The Human Person. Elle demande alors une bourse Helen Putnam de recherche à Radcliffe College à Cambridge pour écrire un livre sur « une théorie de l'émotion qui s'inscrirait dans une théorie de la personnalité, qui s'inscrirait dans une théorie de l'apprentissage, qui s'inscrirait dans une théorie de la motivation, etc. » Elle cherche à « intégrer les aspects psychologiques, neurologiques et physiologiques des phénomènes affectifs et à placer les émotions dans une perspective appropriée comme un facteur d'organisation de la personnalité. »
La bourse d'un an lui est accordée. En 1952, on lui donne un bureau dans le département de psychologie de Harvard. C'est là qu'elle corrige les épreuves de The Human Person qui parait en 1954. Elle voulait trouver ce qui arrive dans l'émotion, pas seulement psychologiquement mais physiologiquement. Cela implique une théorie du fonctionnement du cerveau. La tâche est immense. Elle obtient la prolongation d'un an de sa bourse. Elle peut finir la première version de son livre. Il lui faudra encore cinq ans pour le terminer.
En 1954, Magda Arnold rejoint l'Université Loyola à Chicago où elle est nommée directrice du Laboratoire d'étude du comportement. Elle doit enseigner un semestre et disposer de l'autre pour finir son livre. Mais, en 1955, le livre n'est pas fini. Elle demande alors une bourse Guggenheim, qu'elle obtient pour 1957-1958, pour finir le livre. En 1959, le livre Emotion and Personality est sous presse. Elle est invitée par l'Institut Jung à donner un cours d'été sur le test de personnalité TAT. Elle reçoit un financement pour donner des cours à l'Université de Munich et à l'Institut Max Planck. Elle est invitée à donner des cours en Europe de l'Est. Elle enseigne à l'Université de Chicago jusqu'en 1972. Mais, en vieillissant, elle trouve les hivers de plus en plus difficiles à supporter à Chicago. Comme elle avait pris l'habitude d'aller, chaque année, faire des cours à Spring Hill College à Mobile, Alabama, depuis qu'elle avait fait connaissance du Père Gasson, qui y enseignait, elle décide en 1972 de rejoindre ce collège pour bénéficier d'un climat plus agréable.
Cependant, son activité à Spring Hill College est un échec professionnel sévère. Les Pères jésuites veulent accroître le département de sciences sociales qui a la faveur des étudiants mais ils ne savent pas comment faire. Magda leur suggère de faire une demande de financement au gouvernement fédéral. Les Pères lui demandent de les aider à rédiger la demande, ce qu'elle fait. Puis ils lui demandent de bien vouloir prendre la direction du département de sciences sociales, ce qu'elle accepte. Dans le programme de recherche qui est soumis, il y a une partie consacrée à des tests de personnalité qu'elle compte faire avec les étudiants. Mais les étudiants ne veulent pas prendre ces tests au sérieux et sabotent délibérément l'étude. La communauté académique ne l'a pas soutenue. Après trois ans de travail acharné, Magda n'a rien pu tirer de ses expériences. Et pendant de temps-là, elle n'a pas pu écrire une ligne de son nouveau livre sur la mémoire et le cerveau.
Magda Arnold décide de se retirer de l'enseignement en 1975 et consacre son temps à l'écriture de son ouvrage Memory and the brain. Elle continue à lire les travaux de ses anciens étudiants et tout ce qui continue à l'intéresser au sujet le l'émotion et du cerveau. Elle déménage à Tucson en 1989 et continue à participer aux activités de sa paroisse et à se promener dans la collines de l'Arizona, malgré ses 90 ans passés. Elle est morte à Tucson, Arizona, le 5 octobre 2002, à l'âge de 98 ans.

## Travaux
Une analyse des travaux de Magda Arnold a été publiée dans un numéro spécial de la revue Cognition and Emotion de novembre 2006.

### Thematic Apperception Test
Le test qui avait été développé pour évaluer l'aptitude des adultes à certaines fonctions militaires a été adapté pour convenir à tout le monde et à des malades mentaux. Magda Arnold a défini cinq domaines d'évaluation: 1) les situations parents-enfants, 2) les situations hétérosexuelles, 3) les situations homosexuelles, 4) les célibataires et 5) les diverses situations autres. Chaque domaine avait une histoire de référence à partir de laquelle on pouvait comparer celle de l'individu testé. Cela permettait d'identifier le problème psychique et, éventuellement, de définir un traitement.

### Émotion et personnalité
Magda Arnold définit les émotions comme des tendances ressenties pour agir qui résultent de deux moments successifs : dans un premier temps, la personne perçoit une émotion soit en recevant un stimulus extérieur, soit en se souvenant d'une émotion, soit en imaginant une émotion; dans un second temps, la personne évalue l'émotion en fonction de son importance pour elle. La contribution essentielle de Magda Arnold à la théorie de l'émotion est la reconnaissance de l'importance de ce second temps d'évaluation (voir la section Théories de l'évaluation cognitive dans l'article Émotion). Pour elle, les émotions et les actions sont liées entre elles par la motivation. Et la motivation dépend de l'évaluation. Exemple: si je vois un lion dans la rue, mon émotion (et mon comportement) sera différente de celle que j'aurais si je vois un lion au zoo. Dans un cas, j'évalue un danger, dans l'autre, j'évalue que je suis en sécurité. L'émotion déclenchée par le stimulus extérieur dépend de la prise en compte du contexte.
Magda Arnold a aussi réfléchi au rôle de la mémoire dans les émotions. Les émotions éprouvées dans le passé influent sur les émotions ressenties dans le présent. Elle a distingué trois facteurs qui interviennent dans ce phénomène : la mémoire affective, la situation émotionnelle et la constance de l'évaluation. La mémoire affective est ce qui fait revivre les expériences passées au sein des situations nouvelles. La situation émotionnelle est l'équilibre (ou le déséquilibre) des émotions qui influe sur l'évaluation. La constance de l'évaluation est l'impression durable que le stimulus signale une situation favorable ou défavorable. Arnold explique que les émotions organisent, ou désorganisent, les relations d'un individu avec le monde et que les émotions peuvent perturber un comportement dirigé par un but.

### Mémoire et cerveau
Magda Arnold s'est passionnée pour l'étude des fonctions cérébrales support de la mémoire. Bien qu'elle ait fait quelques expériences sur le rat, elle s'est largement inspirée des travaux expérimentaux des autres. Elle a insisté sur le rôle de l'évaluation dans la mémoire et sur le fait que c'est un processus dynamique. Elle était en avance sur son temps. Son travail a stimulé les recherches ultérieures quand les techniques de cartographie du cerveau sont devenues disponibles. Elle a eu beaucoup de mal à publier son ouvrage Memory and brain, paru en 1984.

## Ouvrages
- (en) Magda B. Arnold and John A. Gasson S.J., The human person: An approach to an integral theory of personality, New York, Ronald Press, 1954 (lire en ligne)
- (en) Magda B. Arnold, Emotion and personality. Vol. I. Psychological aspects ; Vol.II. Neurological and physiological aspects, New York, Columbia University Press, 1960
- (en) Magda B. Arnold, Story sequence analysis: A new method of measuring motivation and predicting achievement, New York, Columbia University Press, 1962
- (en) Magda B. Arnold, Memory and the brain, Hillsdale, NJ, Erlbaum, 1984